# Ceramica etrusca

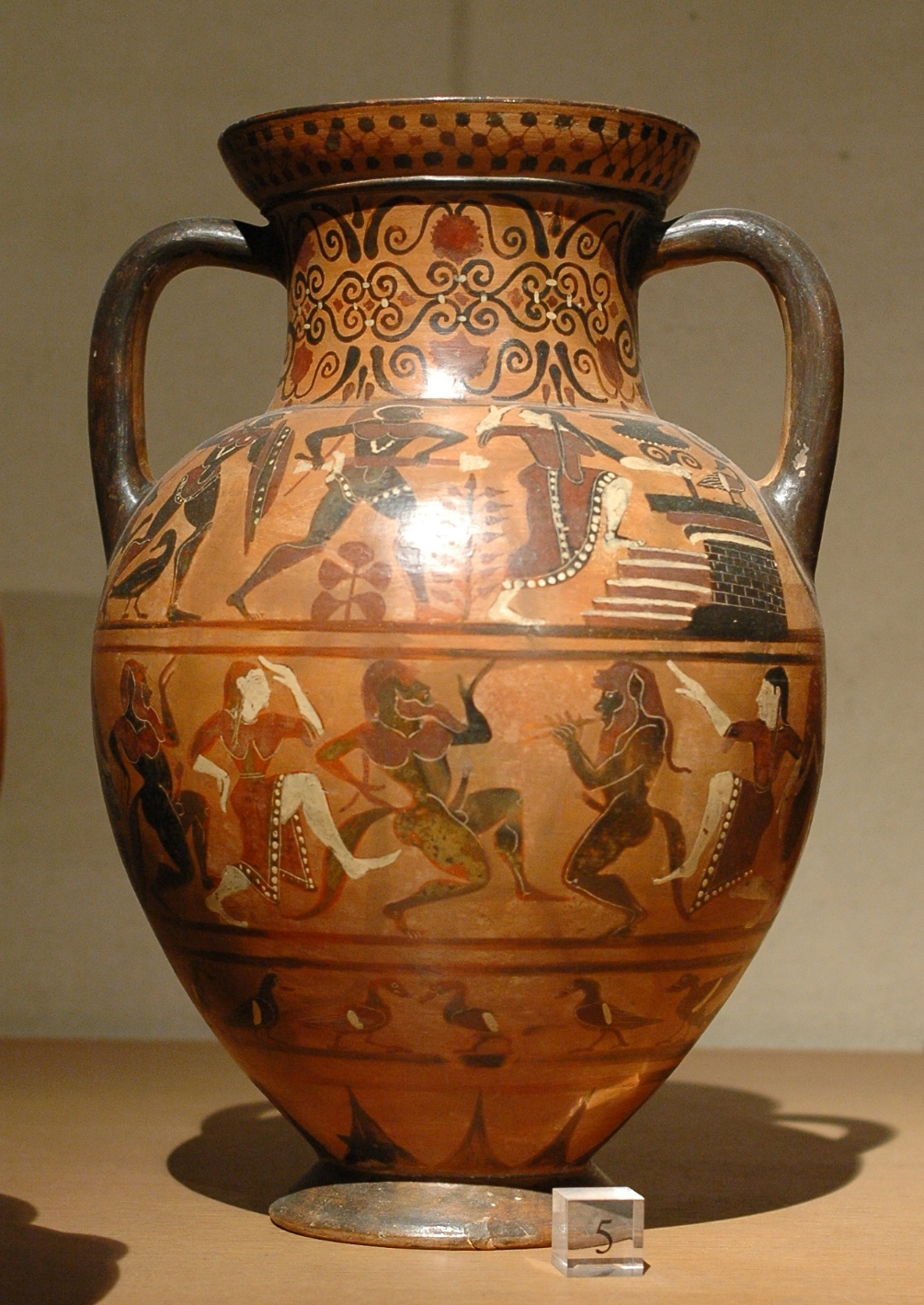
Anfora etrusca da Vulci, conservata al Museo del Louvre.

La ceramica etrusca nativa, alla metà dell'VIII secolo a.C., era caratterizzata da argille grossolane, da vasi fatti a mano e cotti in modo approssimativo. Il materiale utilizzato, fino a tutto il IX secolo a.C., fu esclusivamente l'impasto. La conoscenza dei procedimenti greci, presumibilmente attraverso artigiani immigrati, introdusse una migliore depurazione dei materiali di partenza, l'uso del tornio veloce e il controllo della cottura. Le abbondanti importazioni greche venivano imitate o adattate insieme alle forme metalliche e ai modelli decorativi orientali. Allo stesso tempo, si mantenevano le vecchie tradizioni e la ceramica prodotta in territorio etrusco giunse a coprire una gamma molto varia di livelli qualitativi.
I prodotti a fondo chiaro (dovuto al colore dell'argilla o alla presenza dell'ingubbio) si distinguono da quelli a fondo scuro del tipo denominato bucchero, il cui apogeo si pone tra il secondo quarto del VII e la metà del VI secolo a.C. e in cui la pittura è scarsamente presente e la decorazione è data da rilievi e incisioni.
La prima ceramica etrusca dipinta a fondo chiaro è la ceramica etrusco-geometrica. A seguito della dominazione del mercato da parte della ceramica corinzia, e in seguito da parte della ceramica attica a figure nere, si sviluppano la ceramica etrusco-corinzia, intorno al 630 a.C. e, poco prima della metà del VI secolo a.C., la ceramica etrusca a figure nere. Al periodo delle figure nere appartengono due classi ceramiche compatte e di qualità superiore, la localizzazione delle quali è discussa ma che sono più propriamente classificate come greche: la ceramica calcidese, ormai prevalentemente localizzata nella zona di Rhegion, e le idrie ceretane, prodotte da un'unica bottega da localizzarsi sicuramente in Etruria, ma condotta da ceramografi greco-orientali. Tra le ceramiche fabbricate in Etruria, e ritenute prodotti di artigiani greco-orientali immigrati, sono stati classificati anche il Gruppo Campana e il Gruppo Northampton. Le figure nere etrusche finiscono alla metà del V secolo a.C. quando la ceramografia locale si volge alle figure rosse. La tecnica a figure rosse, in terra etrusca, sopravvisse, per un certo periodo, alla fine dello stile consumatosi nella patria originaria.
I prodotti etruschi erano esportati in Campania. L'Etrusco-corinzio è stato trovato nei territori cartaginesi e nelle colonie greche occidentali. Il bucchero aveva un largo raggio di esportazioni che, soprattutto nella forma del kantharos, andava dalle colonie siciliane, alla Grecia propria e all'Egeo.

## Ceramica etrusca a fondo scuro

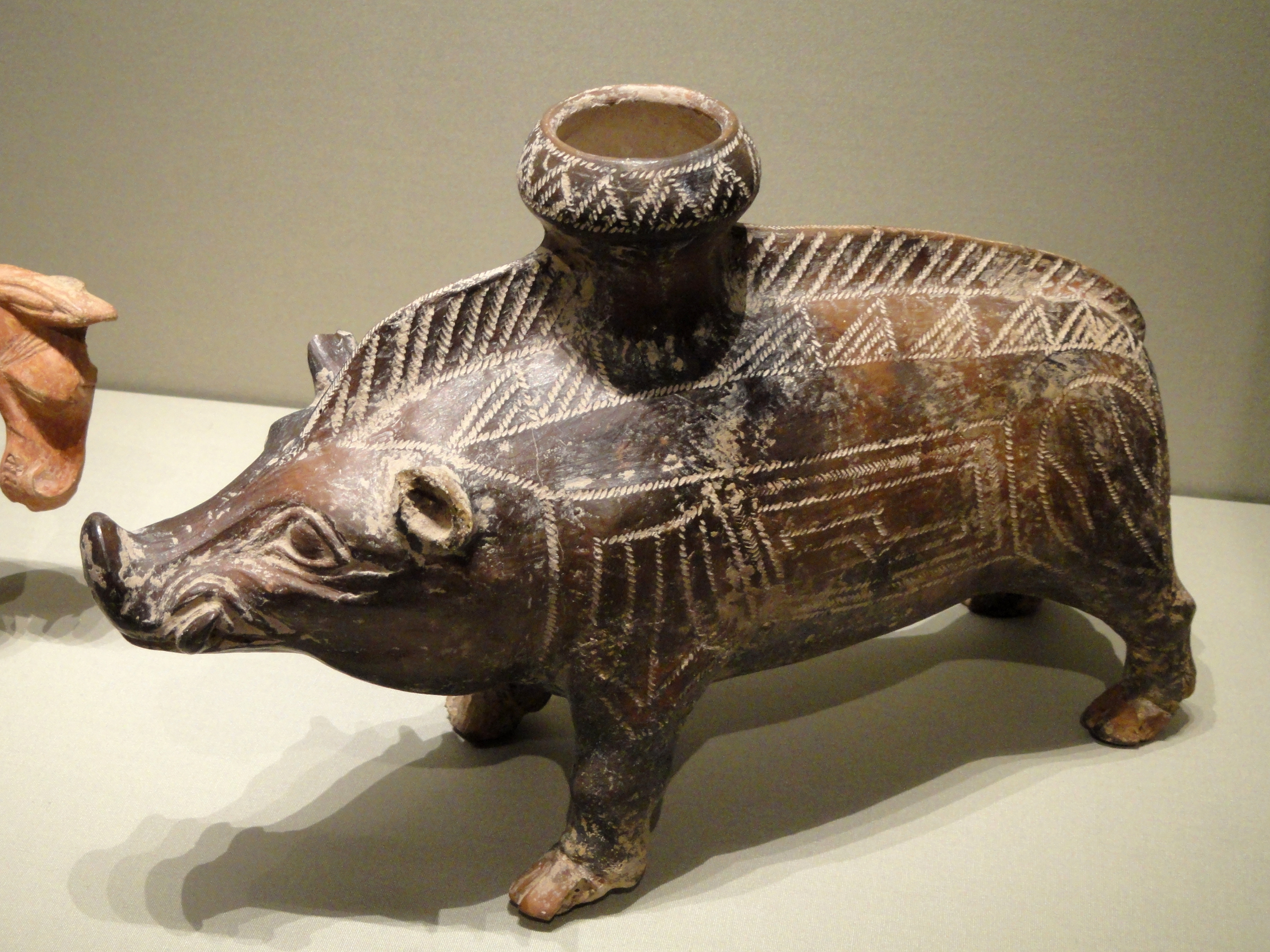
Ceramica etrusca in bucchero nero con motivi incisi raffigurante un cinghiale, Cleveland Museum of Art.

Nel IX secolo a.C. la ceramica etrusca è costituita da ceramica d'impasto; utilizzata a scopo domestico o funerario copre una serie limitata di forme ed è decorata a incisione o a impressione con elementi in stile geometrico. Dall'VIII secolo a.C. in corrispondenza delle novità socio-economiche pervenute a modificare la struttura delle popolazioni villanoviane la ceramica di impasto si presenta in nuove forme, funzioni e decorazioni derivate in gran parte dalla contemporanea produzione in metallo. Con il formarsi del bucchero e il diffondersi della ceramica dipinta a fondo chiaro la ceramica d'impasto diviene sempre più, a posteriori, elemento per la comprensione dell'assimilazione, ai livelli più bassi della produzione, degli elementi importati, almeno fino al terzo quarto del VII secolo a.C. Dalla ceramica di impasto si sviluppa, nel VII secolo a.C., il bucchero, attraverso un processo di perfezionamento nella tecnica di depurazione e ossidazione. I primi esempi di bucchero sono apparsi a Caere, nel sud dell'Etruria.

## Ceramica etrusca a fondo chiaro

### Etrusco-geometrico
I primi contatti dei greci con l'occidente diventano regolari a partire dall'VIII secolo a.C. e sono attestati da alcune coppe euboiche trovate a Veio e a Ischia (l'antica Pithecusa); seguì la seconda colonizzazione greca e uno dei risultati di questi contatti fu la «ceramica italo-geometrica», classe che si riferisce propriamente ad oggetti ceramici creati in Italia e in Sicilia al di fuori delle colonie greche e la cui decorazione risulta essere in linea con lo stile geometrico greco.

Di questo stile, il primo esempio è stato rintracciato in Etruria, a Veio, Vulci e Tarquinia. Per questi prodotti è stata coniata la definizione ceramica etrusco-geometrica che si riferisce alla produzione vascolare in Etruria, di stile geometrico, compresa tra il terzo quarto dell'VIII secolo a.C. e la prima metà del VII secolo a.C., periodo nel quale si trova uno stile subgeometrico ormai mischiato a influenze orientaleggianti. Questi prodotti, talvolta distinguibili dai prodotti greci solo tramite l'argilla, presentano una decorazione di tipo euboico, mentre alcune forme sono tipicamente indigene come l'anfora biconica (vedi Civiltà villanoviana).

### Orientalizzante antico e medio
Prima dell'etrusco-corinzio, l'influsso orientalizzante diede luogo, nel VII secolo a.C., a una ceramica né propriamente subgeometrica né orientalizzante, che accoglieva temi nuovi e semplici come i triangoli a raggio o altri più complessi come la fila di uccelli a silhouette; questa ceramica fu esportata nel Lazio e in Campania. Appartiene a questa fase un lavoro, di difficile classificazione, conosciuto come vaso di Aristonothos, trovato a Caere e datato al 650 a.C. Il nome deriva dalla firma apposta in alfabeto greco, unico elemento per l'identificazione di questo autore che non sembra aver avuto seguaci. L'opera è stilisticamente assimilabile alla ceramica protoattica, ma l'ipotesi di una fabbricazione locale è sostenuta sia dagli aspetti tecnici e materiali del vaso, sia dall'esistenza a Caere di un altro esemplare dotato di simili caratteri e forma tipicamente locale, proveniente dalla necropoli di Monte Abatone, tomba 279, e conservato al Museo di Cerveteri. Lo stretto rapporto tra Caere e la produzione protoattica è testimoniato d'altra parte dal rinvenimento del noto frammento attribuito al Pittore di Nesso. Aristonothos, ceramista di probabile origine calcidese, ma di formazione attico-insulare, chiude l'esperienza euboico-cicladica a seguito della quale si apre una fase di prevalente influenza corinzia.

### Etrusco-corinzio

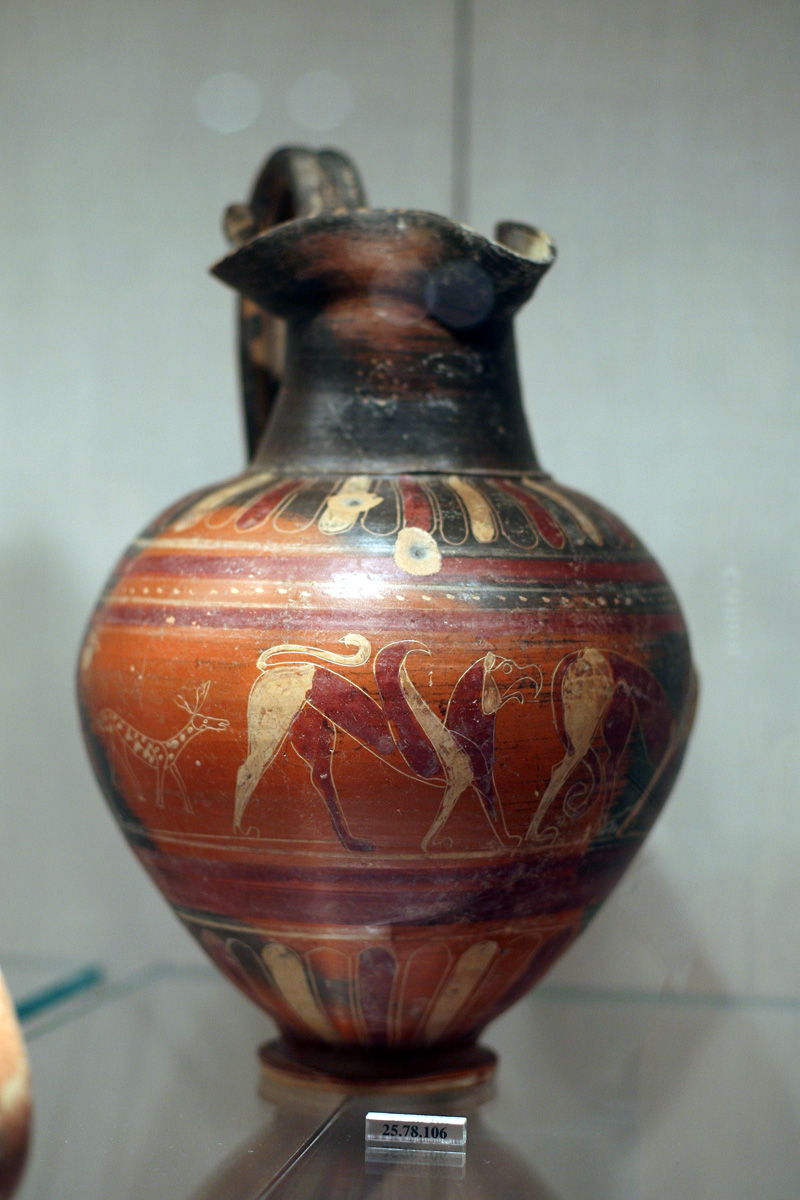
Oinochoe etrusco-corinzia. Boston, Metropolitan Museum of Fine Arts 25.78.106.

Si definisce ceramica etrusco-corinzia la produzione di imitazione e adattamento della ceramica corinzia dei periodi transizionale e maturo. Inizia nell'Etruria meridionale intorno al 630 a.C., data convenzionale per l'inizio del periodo detto orientalizzante recente, con un gruppo di vasi attribuiti ad un ceramografo formatosi a Corinto tra il 640 e il 625 a.C. e chiamato convenzionalmente Pittore della sfinge barbuta; i centri maggiormente produttivi sono Veio, Caere, Tarquinia e Vulci. Termina intorno al 540 a.C. con la fine delle esportazioni da parte di Corinto e con lo stabilirsi in Etruria dei primi laboratori di ceramica a figure nere. Si tratta di una produzione scarsamente omogenea, le decorazioni sono prevalentemente lineari e animalistiche, mentre le figure umane sono presenti in misura minore. La tecnica policroma (vedi Ceramica protocorinzia) è particolarmente diffusa, consona all'esuberante fantasia disegnativa che conduce a figure sproporzionate e inverosimili, impensabili per il mondo greco; è affiancata dalle figure nere e impiegata sia su piccoli vasi a decorazione miniaturistica, di stretta imitazione corinzia, sia su anfore di più grandi dimensioni di impronta maggiormente locale. Le forme vascolari derivano da quelle corinzie e sono costruite in modo imitativo anche per ciò che riguarda l'argilla, che si presenta fine e di color giallo chiaro, appena tendente al grigio o al marrone. La pittura è opaca e leggera. Insieme al corinzio, sono presenti influenze laconiche e greco-orientali, queste ultime evidenti nel linguaggio del Pittore delle rondini.

### Figure nere etrusche
Come accadde nel resto del Mediterraneo, anche in Etruria le importazioni di oggetti ceramici si rivolsero, dal secondo quarto del VI secolo a.C., ai prodotti attici; il cambiamento nelle importazioni condusse ad un mutamento nelle imitazioni che si riferirono ai modelli della ceramica attica a figure nere a partire dal 550 a.C. circa, stando ai confronti stilistici con le opere ateniesi. All'interno di questa produzione si distinguono gruppi diversi: i vasi pontici, il Gruppo delle foglie d'edera, il Gruppo della Tolfa e il gruppo del Pittore di Micali. In generale i pittori etruschi a figure nere sono meno accurati nel disegno e la scarsa comprensione dei modelli cui si ispirano, sia per lo stile sia per i soggetti, li conduce ad esiti maggiormente decorativi. La qualità tecnica non raggiunge gli standard attici: vi è scarsa attenzione all'equilibrio delle forme e la cottura è diseguale. L'argilla va dal giallo grigio al rosa, la pittura varia nella tendenza al nero ed è piuttosto opaca. Questi prodotti sono stati solo raramente trovati al di fuori del territorio etrusco.

#### Vasi pontici

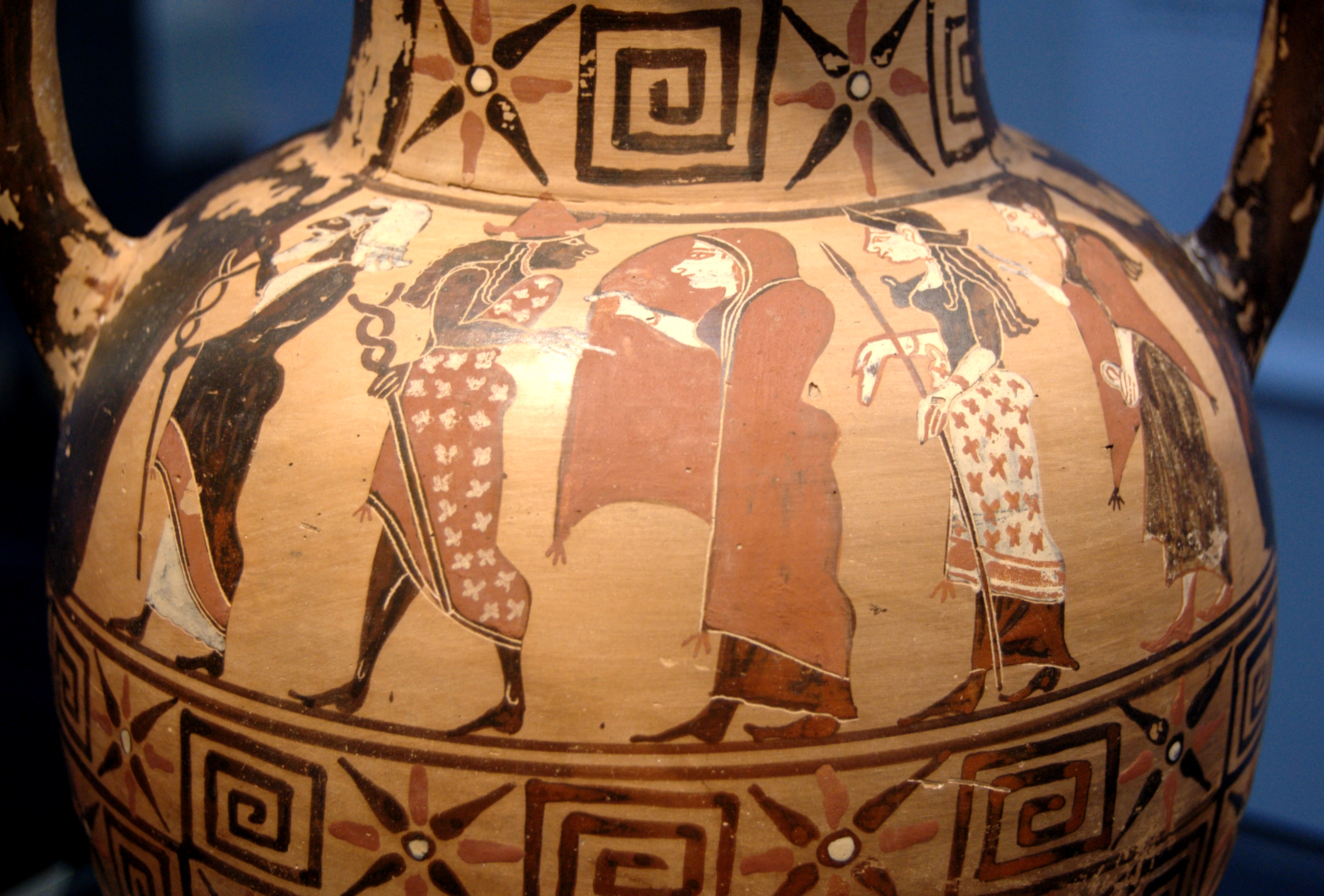
Il Giudizio di Paride, anfora del Pittore di Paride, allo Staatliche Antikensammlungen di Monaco.

La classe denominata «vasi pontici» è composta prevalentemente da anfore a collo distinto; è probabilmente la più antica tra le figure nere etrusche e quella maggiormente conosciuta. Il nome era stato assegnato pensando si trattasse di lavori prodotti nelle colonie ioniche sul Mar Nero. La bottega che produceva questi vasi si trovava invece a Vulci e fu diretta per circa quarant'anni da un artista a cui è stato assegnato il nome convenzionale di Pittore di Paride; lo stile di questo ceramografo e dei suoi seguaci è basato su quello attico, gli elementi greco-orientali e laconici non denotano nessuna relazione stilistica profonda con alcuna scuola greca, mentre più evidenti sono gli elementi decorativi e le tipologie formali etrusche. L'argilla dei vasi pontici varia dal giallo grigio al rosa ed è frequentemente coperta da un ingubbio giallastro. La pittura è color bruno scuro e dotata di una leggera lucentezza, ma è applicata in modo non uniforme ed è spesso scolorita.

#### Altre figure nere etrusche
Gruppi più piccoli, ma più innovativi, per la riduzione della decorazione secondaria e la maggiore attenzione alle figure che si stagliano entro campi più larghi, sono il «Gruppo delle foglie d'edera» e il «Gruppo della Tolfa». Il Gruppo delle foglie d'edera, specializzato nell'anfora a profilo continuo, appartiene al terzo quarto del VI secolo a.C. ed è forse originario di Vulci. Il nome deriva dalla ricorrente presenza di figure umane che reggono grandi foglie d'edera su steli spiraliformi. Il Gruppo della Tolfa, di Caere, più tardo del precedente, preferisce l'anfora a collo distinto con un semplice ornamento sul collo e una figura singola sul corpo; il nome deriva dall'esemplare più noto del gruppo, trovato a Tolfa e ora conservato al museo di Karlsruhe. Il Pittore di Micali lavora a Vulci nell'ultimo quarto del VI secolo a.C.: ha uno spirito vivace ed è poco preciso nei dettagli interni dove le incisioni possono essere sostituite da linee bianche. Il contemporaneo «Gruppo di Orvieto», dal luogo in cui sembra fosse localizzato il laboratorio, comprende prodotti di qualità inferiore ma dotati di maggiore indipendenza rispetto ai modelli attici.

### Figure rosse etrusche
La ceramica etrusca a figure rosse manifesta, dalle sue origini, uno scarso interesse per la tecnica originaria nell'esecuzione delle figure tramite applicazione del colore piuttosto che tramite tecnica a risparmio. Anche quando segue maggiormente la tecnica a figure rosse non ne utilizza la tipica linea a rilievo. Con il declino della ceramica attica e il fiorire di quella magnogreca e soprattutto apula nel IV secolo a.C. anche la ceramica etrusca tende ad acquisire maggiore autonomia, testimoniata ulteriormente dalle iconografie impiegate.
Le datazioni relative alla ceramica etrusca a figure rosse sono state effettuate sulla base dei confronti stilistici con la ceramica attica e con quella del sud Italia. Uno dei primi gruppi individuati è il Gruppo di Praxias, localizzato a Vulci in via ipotetica e databile dal secondo quarto alla fine del V secolo a.C., le cui figure rosse sono eseguite con la tecnica di Six. La scuola falisca apparve a Falerii all'inizio del IV secolo a.C. fondata dal Pittore del Diespater, ceramografo di origini attiche o magnogreche, ma in seguito interessata a sviluppi autonomi e aperta a diverse influenze, dalla scuola campana per gli ornamenti floreali e dalla tradizione etrusca per i soggetti. Dopo un avvio che segue la vera tecnica a figure rosse e che impiega la linea a rilievo, la produzione della scuola falisca si semplifica verso la metà del IV secolo a.C. sia per quanto riguarda gli aspetti decorativi e tecnici (sovradipintura), sia nella riduzione delle forme vascolari, dovuta alla perdita dell'importanza sociale precedentemente attribuita al simposio. Una produzione concorrenziale rispetto alla scuola falisca sorge a Caere tramite artigiani provenienti da Falerii verso la metà del secolo; scarsamente autosufficienti si presentano anche le botteghe di Tarquinia, mentre una produzione meno standardizzata e più impegnata si intravede in alcune ceramiche di Vulci e Orvieto. Di epoca più recente, e attiva nei territori settentrionali dell'Etruria, è una terza scuola chiamata "scuola di Volterra" o "scuola di Chiusi" (il Gruppo Clusium-Volaterrae, che riunisce una produzione riferibile a varie officine) originariamente dipendente dallo stile falisco, si sviluppa dal terzo quarto del IV secolo al primo quarto del III secolo a.C. con una produzione più impegnata (si vedano ad esempio i crateri a colonnette a soggetto mitico o funerario) e per una committenza che, diversamente da quanto avviene nel sud dell'Etruria, è ancora legata alla società oligarchica e ai cerimoniali simposiaci. Si distingue stilisticamente per il disegno delle palmette, dove le foglie sono rappresentate in modo corsivo come una semplice frangia, e per una maggiore predisposizione verso modi tipici della pittura murale, presenti, seppure in minor misura, anche nel Gruppo di Praxias. Le versioni etrusche delle figure rosse coprono circa due secoli, le esportazioni sono minime e limitate agli insediamenti costieri dell'Italia meridionale non insulare.